# Heterotis cinerascens
Heterotis cinerascens är en tvåhjärtbladig växtart som först beskrevs av John Hutchinson, och fick sitt nu gällande namn av Jacq.-fél.. Heterotis cinerascens ingår i släktet Heterotis och familjen Melastomataceae. Inga underarter finns listade i Catalogue of Life.